# ديمبسي برايك
ديمبسي برايك (بالإنجليزية: Dempsey Bryk)، من مواليد 29 أغسطس 1996 في نيويورك، هو ممثل من الولايات المتحدة وكندا.

## وصلات خارجية
- Dempsey Bryk على موقع IMDb (الإنجليزية)
- Dempsey Bryk على موقع ميتاكريتيك (الإنجليزية)
- Dempsey Bryk على موقع روتن توميتوز (الإنجليزية)
- Dempsey Bryk على موقع قاعدة بيانات الأفلام العربية
- Dempsey Bryk على موقع ألو سيني (الفرنسية)
- Dempsey Bryk على موقع قاعدة بيانات الفيلم (الإنجليزية)
- Dempsey Bryk على موقع كينوبويسك (الروسية)